# Djinéa Sibogola
Pour les articles homonymes, voir Djinéa.
Ne doit pas être confondu avec Sibogola.
Djinéa Sibogola est un village du Sénégal situé en Basse-Casamance, à proximité de la frontière avec la Gambie. Il fait partie de la communauté rurale de Sindian, dans l'arrondissement de Sindian, le département de Bignona et la région de Ziguinchor.
Lors du dernier recensement (2002), la localité comptait 214 habitants et 30 ménages.